# Gabriel Epstein

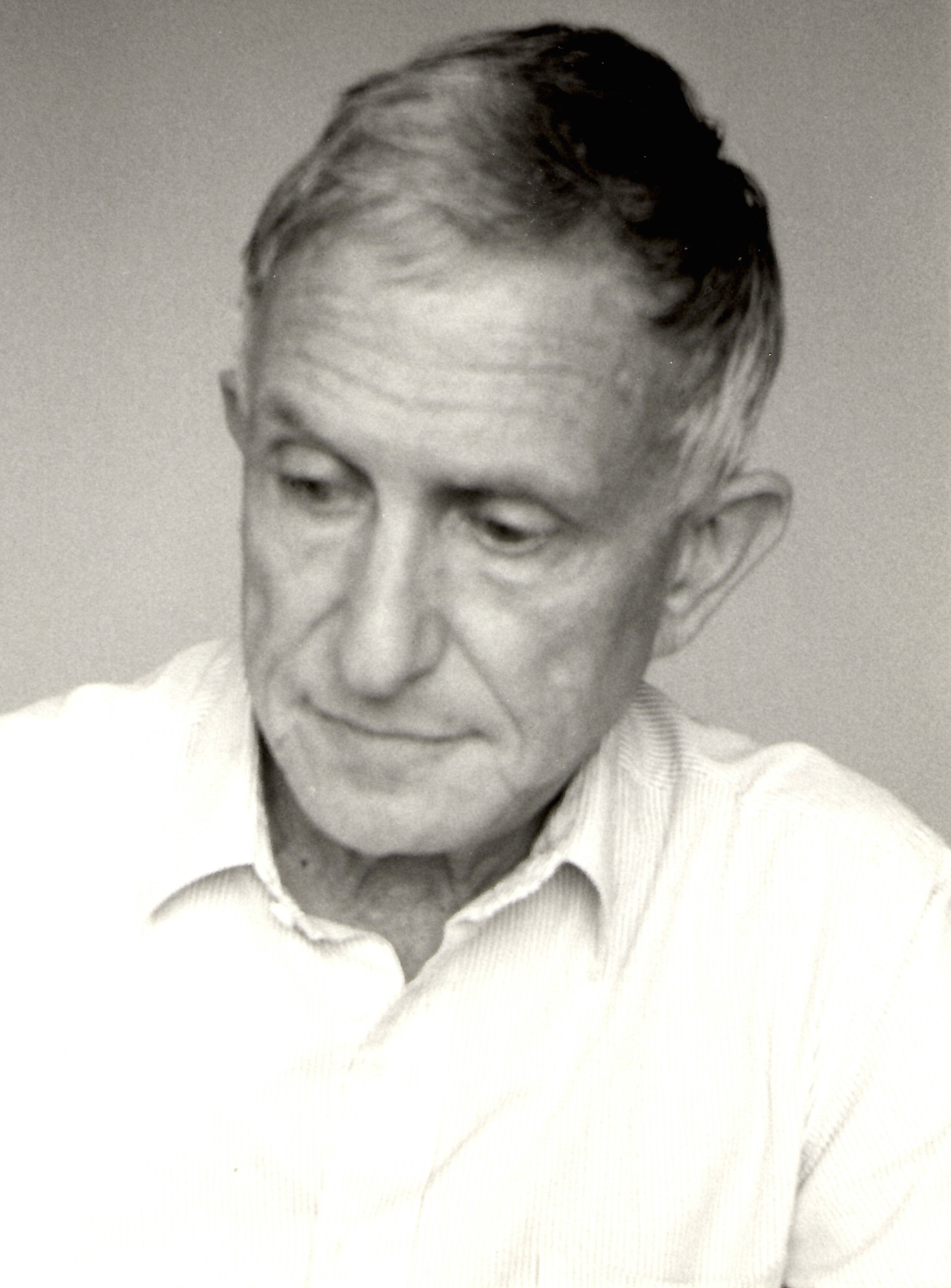
Gabriel Epstein (Mitte der 1980er Jahre)

Gabriel Epstein (* 25. Oktober 1918 in Duisburg; † 25. Juli 2017 in Paris) war ein britischer Architekt und Stadtplaner besonders bekannt für seinen Masterplan der Lancaster University sowie für mehrere andere große Entwicklungspläne und Sozialwohnungspläne.

## Leben
Gabriel Epsteins Eltern stammten beide aus der Region Niederrhein. Vater Harry Epstein war Rechtsanwalt und Vorsteher der jüdischen Gemeinde. Gabriel, im Jahr 1918 in Duisburg geboren, war der jüngste von vier Geschwistern. Im Frühjahr 1933 flohen die Eltern mit Gabriel und einem seiner Brüder vor gewalttätigen Übergriffen der Nationalsozialisten nach Belgien. Nach etwa neun Monaten reisten nur er und sein Bruder von Marseille aus mit dem Schiff nach Haifa, um in das britische Mandatsgebiet Palästina überzusetzen. Die Eltern sind später nachgekommen. In Jerusalem trat der noch zur Schule gehende Gabriel Epstein der Haganah, einer zionistischen paramilitärischen Einheit, bei. Nach dem Abitur 1937 ging er bei dem aus Deutschland, zuletzt in Berlin erfolgreichen, emigrierten Architekten Erich Mendelsohn, der 1935 in Jerusalem ein Büro eröffnet hatte, in die Lehre. In Epstein reifte schon bald der Wunsch zu studieren. Auf Anraten Mendelsohns schrieb er sich bei der Architectural Association School of Architecture (AA) in London ein. In den Semesterferien des Jahres 1939 unternahm er eine Heimreise zu den Eltern, hing dort dann aber kriegsbedingt fest, weshalb er wieder zu Mendelsohn ging und teils in der Bauleitung, teils als Bauarbeiter auf einer Baustelle seines Büros arbeitete. Er lernte Heinz Heinrich Rau, ebenfalls ein emigrierter Architekt aus Berlin, kennen, wechselte zu ihm über und erhielt bei ihm völlig neue Berufseinsichten. Rau wurde Epsteins eigentlicher Lehrmeister. Von 1940 bis 1942 pflegte Epstein eine Bekanntschaft mit Julius Posener, die über Mendelsohn zustande gekommen war.
1942 absorbierte die englische Armee die Haganah-Einheit. Epstein kam in das englische Ingenieurkorps, zu den Royal Engineers, die in Nordafrika stationiert waren. Er stieg zum Offizier auf. Nach dem Krieg studierte er weiter an der AA und schloss 1949 mit Auszeichnung (Honours Degree) ab. Seinen ursprünglichen Plan, sich beruflich in Israel niederzulassen, setzte er nie um. Zunächst hatte er einen Ausweis des Mandatsgebiets Palästina, war nach der Gründung Israels 1948 staatenlos und erhielt 1950 die britische Staatsbürgerschaft.

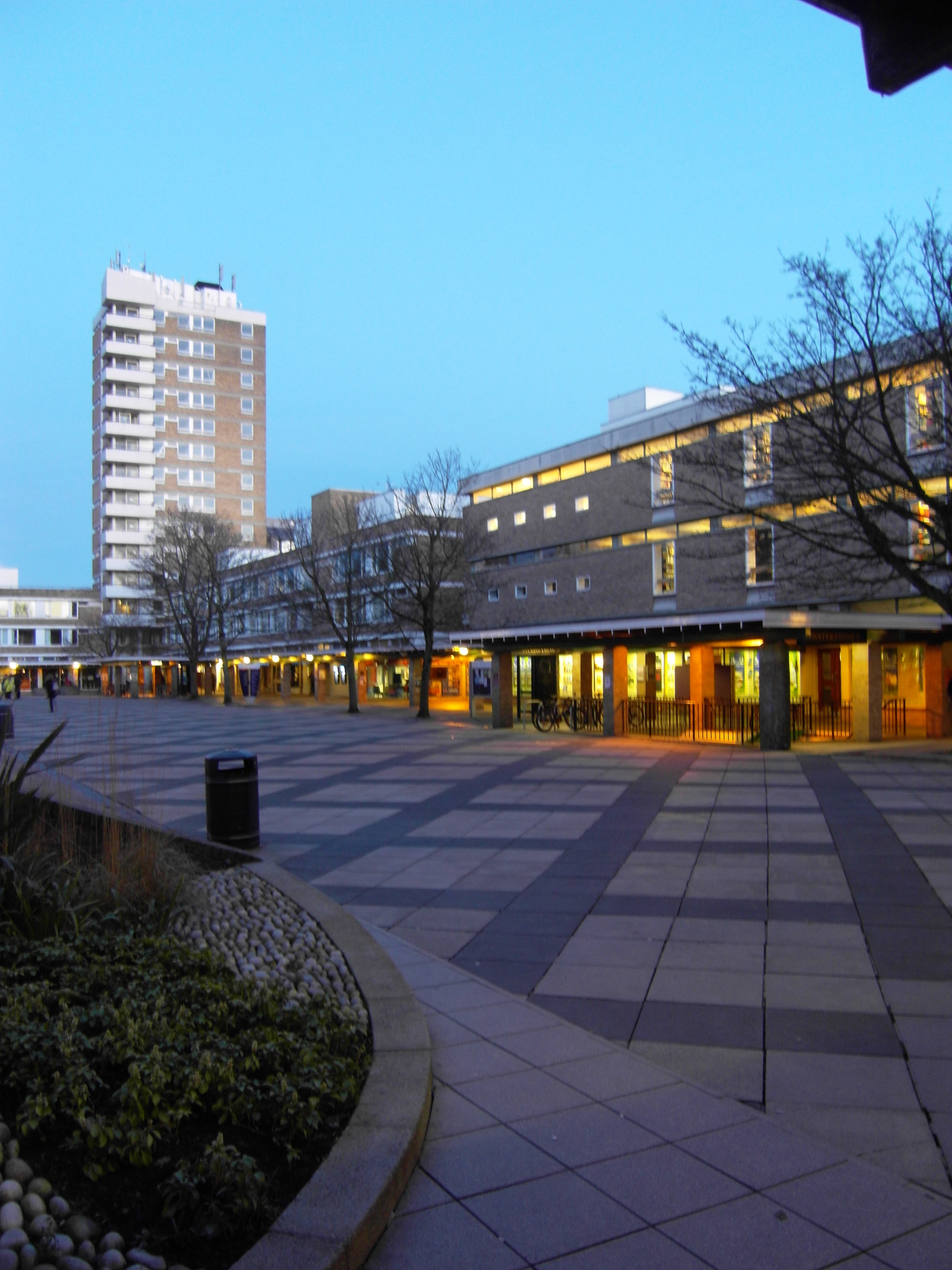
Vorplatz der Universität Lancaster

Nach wechselhaften kurzzeitigen Tätigkeiten in Londoner Architekturbüros fand er noch 1949 im Büro der beiden Architekten Derek L. Bridgwater und Peter F. Shepheard eine ihn befriedigende Anstellung. Einen Tag in der Woche lehrte der frisch abgegangene Musterschüler nun selbst an der Architectural Association School of Architecture, die vier anderen Tage verbrachte er praktisch arbeitend im Büro. Der Auftrag, eine umfangreiche Erweiterung der Universität Lancaster zu konzipieren, bildete ihn weiter, da eine englische Universität alle Ansätze einer multifunktionalen Stadt aufweist. So wie ihn die Aufgabe voranbrachte, so wegweisend war sein Resultat bezüglich anderer Universitätsbauten.
Um 1954/55 wurde er Partner bei Bridgwater and Shepheard. Später lautete die Firmenbezeichnung „Shepheard Epstein and Hunter“. Epstein blieb bis zum Ende des Berufslebens 1986 dieser Bürogemeinschaft treu.
Nachdem er zum Präsidenten der AA gewählt worden war, übte er das Amt von 1963 bis 1964 mit Unbehagen „[u]nter den herrschenden politischen Umständen“, wie er es ausdrückte, aus. 1970 wurde er zum Außerordentlichen Mitglied der Akademie der Künste Berlin gewählt, 1979 zum Ordentlichen Mitglied. 1976 fungierte er in London als Präsident der Franco-British Union of Architects. Von 1978 bis zu seiner Emeritierung 1988 lehrte er als Professor an der Universität Stuttgart. Gastvorlesungen führten ihn an Universitäten in Deutschland, Frankreich, Belgien und den USA. Als Planungsberater war er 1968 für die Universität Konstanz, 1970 für die Makerere-Universität Kampala (Uganda), 1991 für die Université des Hauts-de-Seine, 1992 für die Université du Plateau St. Martin (beide in Frankreich) und 1992/93 für die Espace Léopold, den Gebäudekomplex des Europa-Parlaments in Brüssel, tätig.

## Bauten und Projekte

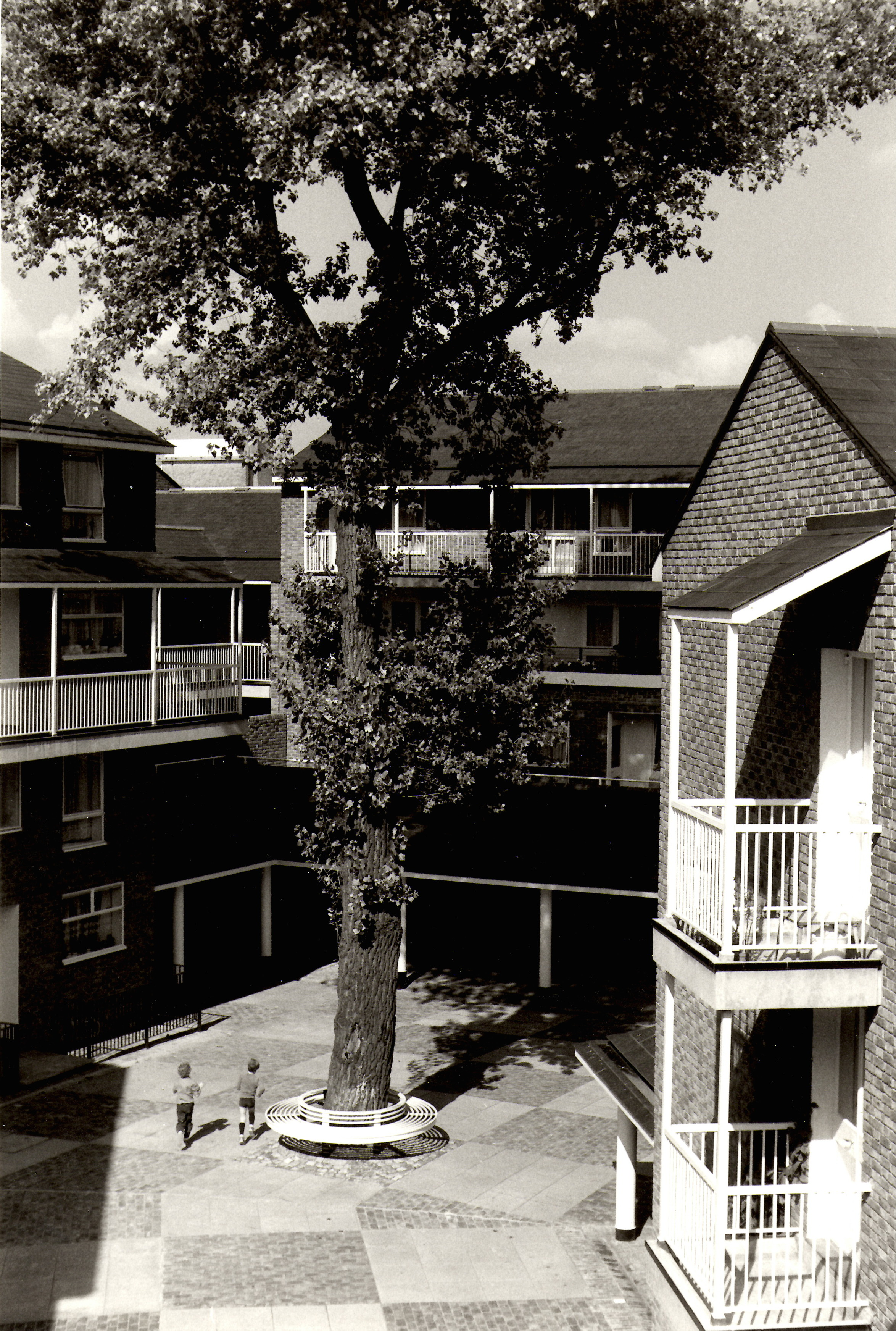
Sozialwohnungen Pigott Street, London (1982)

Epstein plante und baute in Großbritannien unter anderem Universitätskomplexe beziehungsweise -erweiterungen in London, Oxford, Windsor, Liverpool, Leicester, Milton Keynes, Warwick, Lincoln und – am nachwirkendsten – in Lancaster. Darüber hinaus stammen von ihm im Ausland der Campus und die Bibliothek der Universität von Ghana in Legon (Vorort von Accra) und auch die Bibliothek und fünf Fakultätsgebäude der Katholischen Universität Louvain-la-Neuve (Belgien; dt.: Neu-Löwen). Hinzu kommen einige nicht realisierte Ausarbeitungen zum Beispiel für die Université Abou Bekr Belkaïd in Tlemcen, Algerien. Neben den Universitätsbauten bildeten der soziale Wohnungsbau sowie die Umwandlung ehemaliger Docks in Wohnviertel Schwerpunkte in Epsteins Schaffen. Gelungenstes Beispiel für Ersteres sind der Gough Grove/die Pigott Street in London. Für Letzteres steht der Prince’s Dock in Liverpool.

## Auszeichnungen
- 1968, 1974: Ministry Medal for Good Design in Housing, London
- 1966–1982: (viermal) Civic Trust Award, London
- 1970: Ehrendoktorwürde der Universität Lancaster
- 1976: Highly Commended for Good Design in Housing, London
- 1977: London Region Award des Royal Institute of British Architects (RIBA), London
- 1983: Internationaler Architekturpreis des Institut National du Logement (INL), Brüssel

## Schriften
- Jerusalem 1938. In: Sonja Günther, Dietrich Worbs (Hrsg.): Architektur-Experimente in Berlin und anderswo. Für Julius Posener. Konopka, Berlin 1989, ISBN 3-924812-24-1, S. 6–9.
- Wohn-Orte. Hans und Maiti Kammerer Stiftung, Stuttgart 2001.